# Ísafjarðarbær
Ísafjarðarbær ([ˈiːsaˌfjœrðʏr̥]) es un municipio situado en el extremo noroeste de Islandia, en la zona septentrional de la región de Vestfirðir. Fue creado en 1996 a partir de los ya existentes Flateyrarhreppur, Ísafjarðarkaupstaður, Mosvallahreppur, Mýrahreppur, Suðureyrarhreppur y Þingeyrarhreppur.

## Población
Su población es de 3968 habitantes. Tiene una densidad de 1,67 habitantes por kilómetro cuadrado, que es inferior a la media nacional de casi 3 habitantes por kilómetro cuadrado. Es a la vez el más extenso y el más poblado de los municipios de Vestfirðir.

## Geografía
Tiene una superficie de 2379 kilómetros cuadrados, que en términos de extensión es similar a la de Luxemburgo. Es uno de los más septentrionales de todo el país, y su zona norte no se encuentra lejos del círculo polar ártico.
En su zona norte alberga el sistema de cinco fiordos, Jökulfirðir, que se llama así por el glaciar de Drangajökull. Estos son el Leirufjörður, el Hrafnsfjörður, el Lónafjörður, el Veiðileysufjörður y el Hesteyrarfjörður. El municipio se encuentra también en la entrada del fiordo Ísafjarðardjúp.
Comprende a su vez la isla de Æðey, que se encuentra entre las dos secciones del municipio, aunque mucho más cerca del segmento norte.
Esa sección alberga a su vez la sección más septentrional del glaciar de Drangajökull.

## Límites y localidades
Está bañado por el Océano Ártico. Limita por el norte con el municipio de Bolungarvík, que rodea por la tierra, por el occidente con los de Árneshreppur y de Súðavíkurhreppur, por el suroeste con el de Strandabyggð y por el sur con el de Vesturbyggð.
La localidad más importante es Ísafjörður, la ciudad capital de Vestfirðir. Otros centros urbanos son Hnífsdalur, Flateyri, Suðureyri y Þingeyri.

## Comunicaciones
El municipio cuenta con el Aeropuerto de Ísafjörður, con una pista de asfalto de 1400 metros.

## Ciudades hermanadas
- Joensuu - Finlandia
- Linköping - Suecia
- Nanortalik - Groenlandia
- Runavík - Islas Feroe
- Tønsberg - Noruega

## Galería

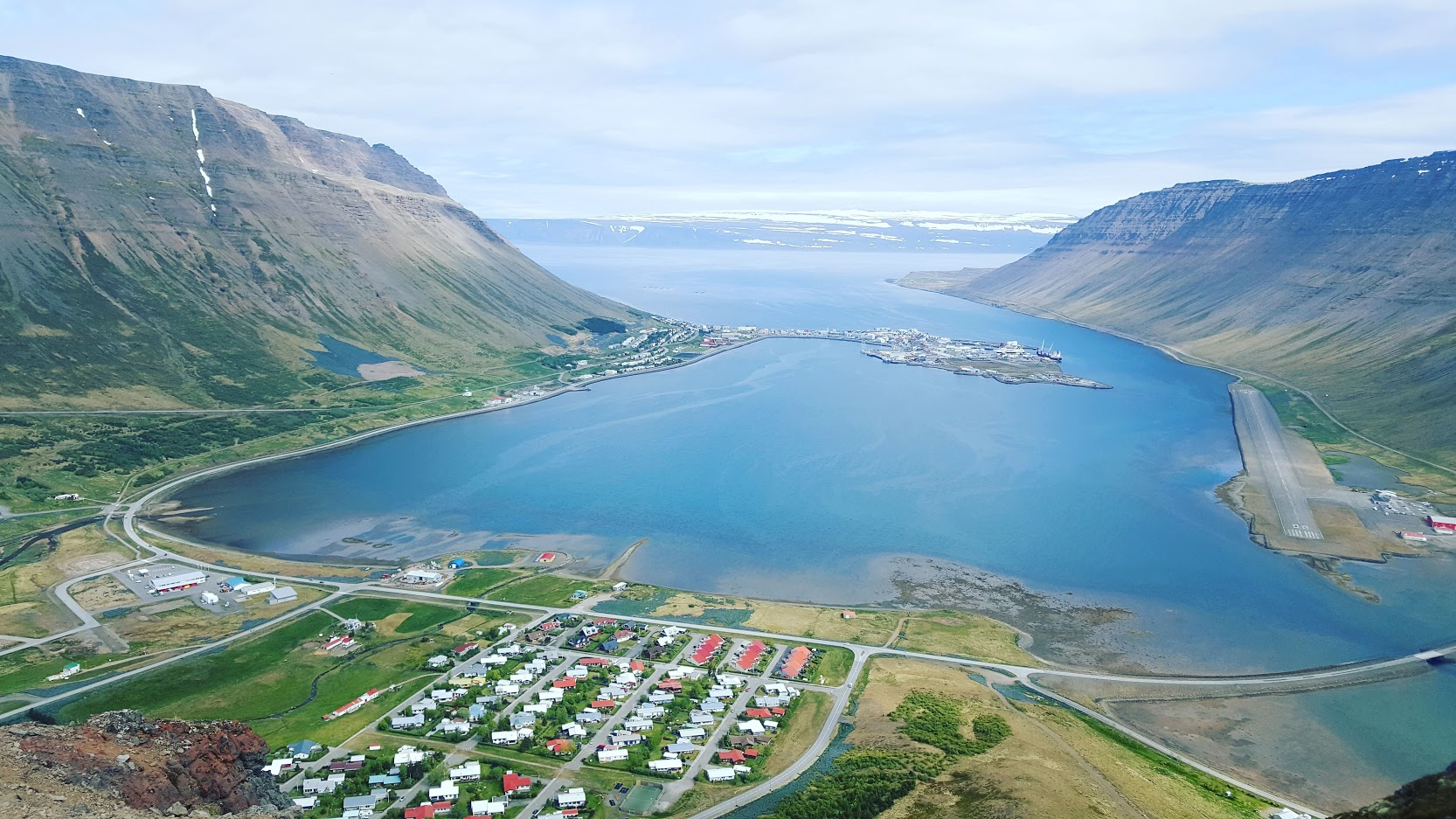
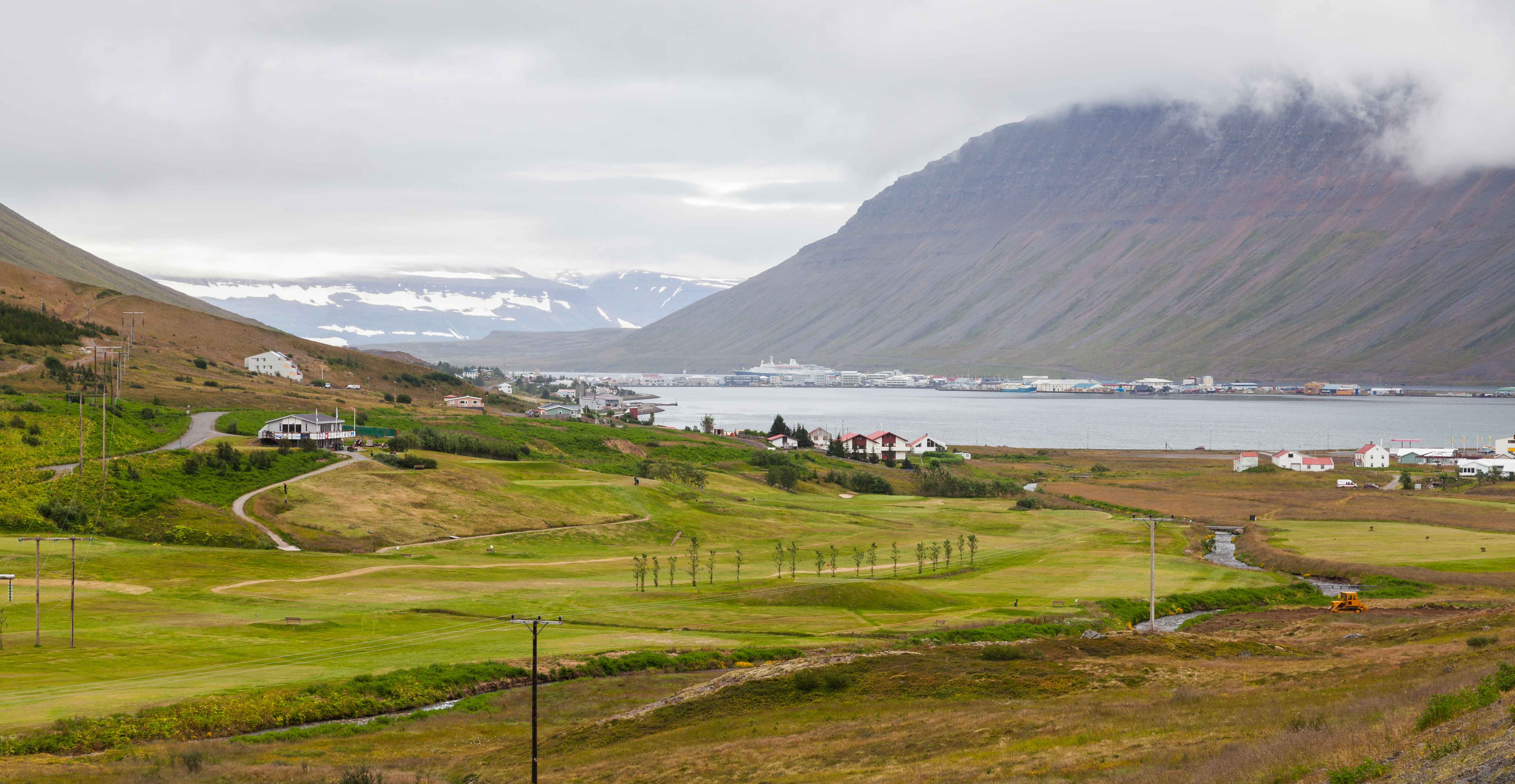
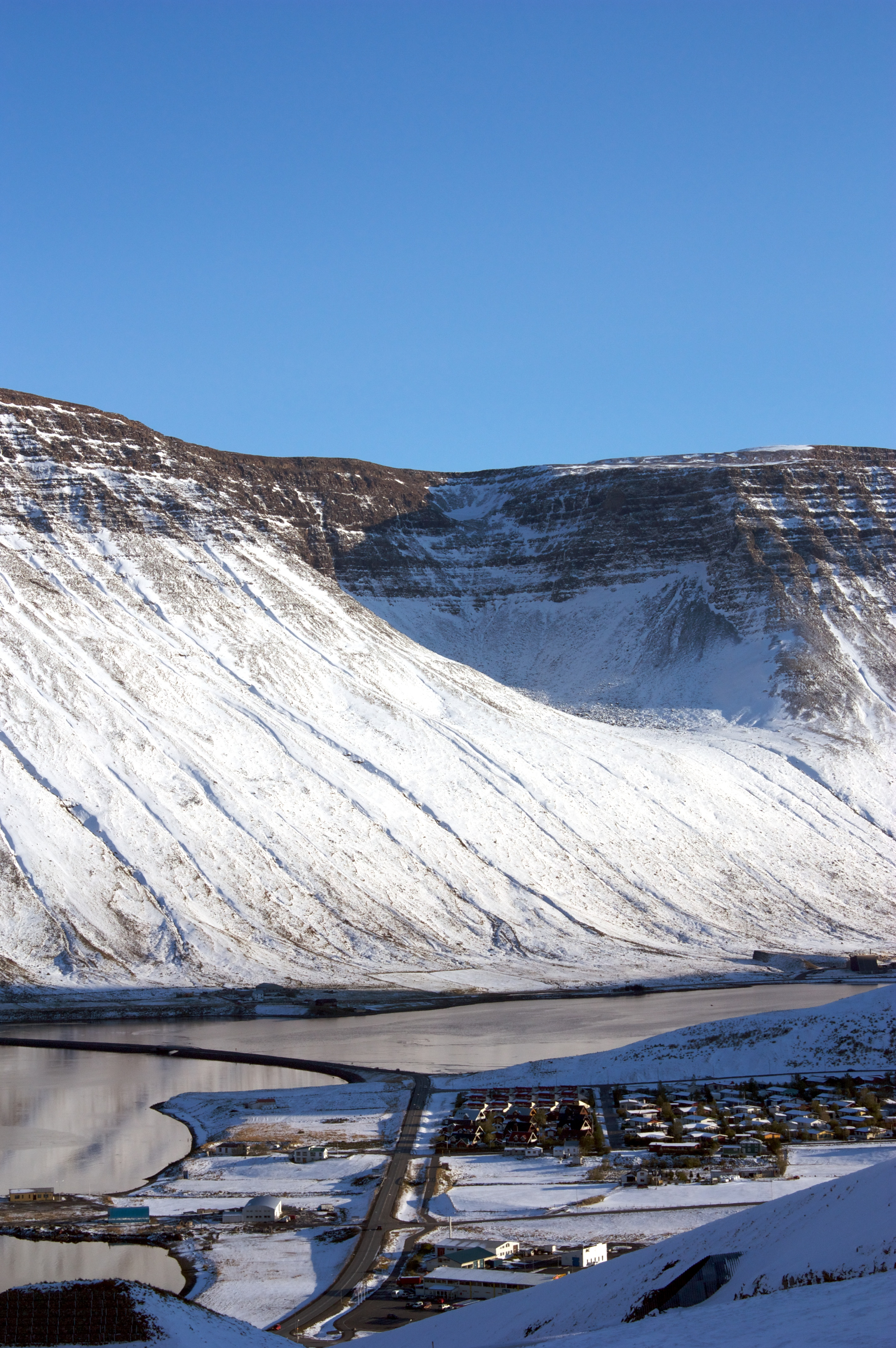